# 鹿児島県道216号鹿児島港城南線
鹿児島県道216号鹿児島港城南線（かごしまけんどう216ごう かごしまこうじょうなんせん）は、鹿児島県鹿児島市を通る一般県道である。

## 概要
鹿児島市パース通りから鹿児島県鹿児島市城南町を結ぶ。

### 路線データ
- 起点：鹿児島県鹿児島市住吉町（旧中央市場前交差点、鹿児島県道214号鹿児島港線起点）
- 終点：鹿児島県鹿児島市城南町（城南町交差点、国道225号交点）
- 陸上距離：0.623 km

## 歴史
- 1997年（平成9年）3月31日 - 鹿児島県告示558号により認定[1]。

## 地理

### 通過する自治体
- 鹿児島市

### 交差する道路
| 交差する道路              | 交差する場所 | 交差する場所              |
| ------------------------- | ------------ | ------------------------- |
| 鹿児島県道214号鹿児島港線 | 住吉町       | 旧中央市場前交差点 / 起点 |
| 国道225号                 | 城南町       | 城南町交差点 / 終点       |

### 沿線
- 鹿児島市立城南小学校